# Eric Masip
Eric Masip i Gurri (Barcelona, 24 de noviembre de 1995) es un actor español de cine y televisión que se hizo conocido por interpretar a Tomás en la serie Veneno (2020) y, posteriormente, a Bruno Costa en Alba (2021). Alcanzó mayor popularidad por su participación en la película de Netflix A través de mi ventana (2022) como Artemis Hidalgo.

## Biografía
Eric Masip nació el 24 de noviembre de 1995 en Barcelona. Su padre es Enric Masip, jugador profesional de balonmano, ganador de una medalla de bronce en los Juegos Olímpicos de 2000 de Sídney, capitán de la selección española entre 1989 y 2003 y exjugador del equipo de balonmano del F. C. Barcelona.
En 2014 debuta como actor en la comedia dirigida por Robert Bellsolà Dos a la carta. Prosigue su carrera como actor en la cinta de terror Sweet Home, dirigida por Rafa Martínez. Ese mismo año participa en la película Summer Camp, dirigida por Alberto Marini. En 2017 se une al elenco del filme Tito e gli alieni, dirigido por Paola Randi. Tras esta experiencia, prosigue su carrera en la televisión española, con papeles episódicos en series como Fugitiva, Amar es para siempre, Cuéntame cómo pasó, Caronte o Élite.
En 2020, participó en la serie Veneno, dirigida y creada por Javier Ambrossi y Javier Calvo, producida por Atresmedia y que protagonizan Jedet, Daniela Santiago e Isabel Torres. En la serie interpretó a Tomás, novio de la hija de la familia en la que vivió Cristina Ortiz junto con su hermana y que tuvo una aventura con la artista. En la ficción, fue muy sonada una de las escenas que protagonizó el actor, en la que tiene un desnudo frontal muy explícito.
En 2021, se unió al reparto principal de Alba, versión española de la serie turca Fatmagül'ün Suçu Ne?. En la ficción, interpretó a Bruno Costa, el novio de la protagonista. En febrero de 2022 estrenó la película A través de mi ventana, adaptación de la novela con el mismo título de Ariana Godoy, interpretando al mayor de los hermanos, Artemis Hidalgo.

## Filmografía

### Cine
| Año  | Título                 | Personaje       | Director/a      |
| ---- | ---------------------- | --------------- | --------------- |
| 2014 | Dos a la carta         | David           | Robert Bellsolà |
| 2015 | Sweet Home             | Marcus          | Rafa Martínez   |
| 2015 | Summer Camp            | Monitor         | Alberto Marini  |
| 2017 | Tito e gli alieni      | Linus           | Paola Randi     |
| 2022 | A través de mi ventana | Artemis Hidalgo | Marçal Forés    |
| 2022 | Un novio para mi mujer | Leo             | Laura Mañá      |
| 2023 | A través del mar       | Artemis Hidalgo | Marçal Forés    |
| 2023 | El niño Dios           | Marco           | Ignacio Ortiz   |
| 2024 | A través de tu mirada  | Artemis Hidalgo | Marçal Forés    |

### Televisión
| Año  | Título               | Personaje             | Notas        |
| ---- | -------------------- | --------------------- | ------------ |
| 2018 | Fugitiva             | Extra                 | 1 episodio   |
| 2018 | Amar es para siempre | Fascista              | 2 episodios  |
| 2019 | Cuéntame cómo pasó   | Chico botellón        | 1 episodio   |
| 2020 | Caronte              | Jacobo San Félix      | 1 episodio   |
| 2020 | Élite                | Barman                | 1 episodio   |
| 2020 | Veneno               | Tomás                 | 3 episodios  |
| 2021 | Alba                 | Bruno Costa Campoamor | 13 episodios |
| 2022 | Madres. Amor y vida  | Mikel Zelaya Robles   | 8 episodios  |
| 2024 | La Academia          | Luca                  | 3 episodios  |
| 2025 | La vida breve        | Aníbal Scotti         | 6 episodios  |